# Stenopogon blaisdelli
Stenopogon blaisdelli là một loài ruồi trong họ Asilidae. Stenopogon blaisdelli được Wilcox miêu tả năm 1971. Loài này phân bố ở vùng Tân Bắc giới.